# Lago
 Lago  är en kommun i provinsen Cosenza, i regionen Kalabrien i Italien. Kommunen hade 2 506 invånare (2018) och gränsar till kommunerna Aiello Calabro, Belmonte Calabro, Domanico, Grimaldi, Mendicino, San Pietro in Amantea och Amantea.